# Microrégion de la Chapada do Araripe
 (février 2025).
Si vous disposez d'ouvrages ou d'articles de référence ou si vous connaissez des sites web de qualité traitant du thème abordé ici, merci de compléter l'article en donnant les références utiles à sa vérifiabilité et en les liant à la section « Notes et références ».

Localisation de la microrégion de la Chapada do Araripe

La microrégion de la Chapada do Araripe est l'une des cinq microrégions qui subdivisent le sud de l'État du Ceará au Brésil.
Elle comporte 5 municipalités qui regroupaient 95 047 habitants en 2006 pour une superficie totale de 4 785 km2.

## Municipalités[1]
- Araripe
- Assaré
- Campos Sales
- Potengi
- Salitre